# 2時ですこんにちは
『2時ですこんにちは』（にじですこんにちは）は、1966年11月21日から1968年1月16日まで日本テレビ系列で放送されていたワイドショー。放送時間は毎週月曜 - 金曜 14:00 - 14:55（日本標準時）。

## 概要
1964年4月にNETテレビ（後のテレビ朝日）が朝のワイドショー第1号『モーニングショー』をスタートさせ、1965年4月には昼のワイドショー第1号『アフタヌーンショー』をスタートさせた。そんな中、日本テレビは他局がまだ目を付けていなかった14時台にてこの番組をスタートさせた。
本番組は、月曜 - 木曜放送分が日本テレビの製作で、金曜放送分のみ読売テレビの製作となっていた。また、当初は『奥さまワイドショー 2時ですこんにちは』を正式名称としていたが、後に『2時ですこんにちは 小山田宗徳ショー』と改題した。

## 司会
- 前期：伊丹一三
- 後期：小山田宗徳

## コーナー
前期のコーナーはいずれも週5日間実施の帯企画。後期のコーナーは日替わり企画。

### 前期
- おめでとうパパ
- 何が出るかしら
- ショッピングコーナー
- 食べる知恵

### 後期
- 月曜：昔この人は
- 火曜：あなたはどう考える
- 水曜：紹介します
- 木曜：恋文物語
- 金曜：女シリーズ